# کربن تتراکلرید
کربن تتراکلرید (به انگلیسی: Carbon tetrachloride) یک ترکیب شیمیایی با شناسه پاب‌کم ۵۹۴۳ است. شکل ظاهری این ترکیب، مایع بی‌رنگ و با ترکیب CCl4 می‌باشد. این مایع کاربردهایی دارد به عنوان مثال یک حلال غیرقطبی مناسب برای برخی از واکنشها می‌باشد همچنین در ساخت کپسولهای آتش‌نشانی کاربرد دارد.
تتراکلرید کربن درهوای اتاق سریعاً به فرم بخار در می‌آید. این ماده سمیت بالائی دارد و به دلیل اینکه
سریعاً به فرم بخار در می‌آید، از طریق استنشاق بسیار خطرناک و مضر است. این ماده بر روی سیستم
اعصاب مرکزی اثر می‌گذارد که نشانه‌های آن عبارت است از سردرد، تهوع، گیجی و خواب آلودگی،
استفراغ، مستی و عدم هماهنگی است. درمواجهه‌های کوتاه مدت با این ماده صدمات کبدی و کلیوی دیده شده‌است.
علائم آسیب کبدی عبارتند از درد و حساس شدن کبد، و زردی پوست و چشم (یرقان) و علائم کلیوی عبارت است از کاهش یا قطع ادرار و جمع شدن مایع در بدن.

## خصوصیات فیزیکی
ظاهر: مایع بیرنگ با بوی اتری
فرمول مولکولی: CCL4
وزن مولکولی: ۱۵۳۰۰٫۸۲
چگالی: ۹۱٫۵۸۶۷۷
نقطه ذوب: ۲۲٫۹۹
نقطه جوش: ۷۶٫۷۲-
فشار بخار: ۱۱٫۹۴ کیلو پاسکال در ۲۰درجه سانتیگراد
ضریب شکست: ۱٫۴۶۰۱
دمای آتش‌گیری: ۹۸۲ درجه سانتیگراد
حلالیت در الکل: محلول
حلالیت در اتر: محلول
حلالیت در کلروفرم: محلول

## کاربردها
از کربن تتراکلرید برای تمیزکاری سطح فلز قبل از فرایند جوشکاری الکتریکی استفاده میشود.